# Erythropteryx roseotincta
Erythropteryx roseotincta är en fjärilsart som beskrevs av Erich Martin Hering 1937. Erythropteryx roseotincta ingår i släktet Erythropteryx och familjen snigelspinnare. Inga underarter finns listade i Catalogue of Life.